# Superliga de Grecia 2023-24
La temporada 2023-24 fue la edición número 87 de la Superliga de Grecia. La misma comenzó el 18 de agosto de 2023 y terminó el 19 de mayo de 2024.
El 5 de diciembre los árbitros declararon una pausa en su labor en protesta por la falta de condiciones de seguridad que habían sufrido desde meses antes, especialmente tras el ataque al comercio del árbitro Andreas Gamaris en Atenas y las declaraciones de la directiva del Olympiakos tras el encuentro ante el Volos celebrado el 3 de diciembre, en las cuales los dirigentes del equipo del Pireo mencionaron que el fútbol griego estaba dirigido por una organización criminal. La pausa finalizó el 13 de diciembre, por lo que la competición se retomó el siguiente fin de semana.
El 11 de diciembre de 2023 el gobierno anunció su decisión de celebrar todos los partidos de la Superliga a puerta cerrada durante dos meses, es decir, hasta el 12 de febrero de 2024, como medida gubernamental para combatir la violencia de los aficionados. El nuevo paquete de medidas se decidió en una reunión interministerial convocada por el primer ministro después de que un policía resultara gravemente herido por una bengala naval en incidentes ocurridos fuera del estadio, durante el partido de voleibol entre Olympiakos y Panathinaikos en Rentis.

## Ascensos y descensos
Ionikos y Levadiakos descendieron tras ocupar las últimas dos plazas en la temporada 2023-24. 
| Pos. | Descendidos de la Superliga de Grecia 2022-23 |
| ---- | --------------------------------------------- |
| 13.º | Ionikos                                       |
| 14.º | Levadiakos                                    |

| Pos.      | Ascendido de la Segunda Superliga de Grecia 2022-23 |
| --------- | --------------------------------------------------- |
| 1.º Norte | Panserraikos                                        |
| 1.º Sur   | Kifisia                                             |

## Formato
Los 14 equipos participantes jugaron entre sí todos contra todos a dos ruedas, totalizando 26 partidos cada uno. Al término de la fecha 26, los seis primeros clasificados disputaron la Ronda campeonato, mientras que los ocho restantes pasaron a jugar la Ronda por la permanencia. Los puntos obtenidos hasta la última fecha de la fase regular fueron transferidos a la segunda fase, respectivamente a la zona en que se encontraba cada club.

## Información de los equipos
A continuación se muestra la lista de clubes que compiten en la Superliga 2023-24, con su respectiva ubicación y estadio.
| Equipo          | Ciudad    | Estadio                  | Capacidad |
| --------------- | --------- | ------------------------ | --------- |
| AEK Atenas      | Atenas    | Estadio Agia Sofía       | 31 100    |
| Aris Salónica   | Salónica  | Kleanthis Vikelidis      | 22 800    |
| Asteras Trípoli | Trípoli   | Theodoros Kolokotronis   | 7442      |
| Atromitos       | Peristeri | Peristeri                | 9050      |
| Kifisia         | Kifisia   | Michalis Kritikopoulos   | 4851      |
| Lamia           | Lamía     | Municipal de Lamia       | 5500      |
| OFI             | Heraclión | Theodoros Vardinogiannis | 9088      |
| Olympiakos      | El Pireo  | Georgios Karaiskakis     | 32 115    |
| Panathinaikos   | Atenas    | Apostolos Nikolaidis     | 16 620    |
| Panetolikos     | Agrinio   | Panetolikos              | 7321      |
| Panserraikos    | Serres    | Municipal de Serres      | 9500      |
| PAOK Salónica   | Salónica  | La Tumba                 | 28 703    |
| PAS Giannina    | Ioánina   | Zosimades                | 7652      |
| Volos           | Volos     | Panthessaliko            | 22 700    |

## Temporada regular

### Clasificación
| Pos. | Equipo          | Pts. | PJ | G  | E  | P  | GF | GC | Dif. | Clasificación 2023-24 |
| ---- | --------------- | ---- | -- | -- | -- | -- | -- | -- | ---- | --------------------- |
| 1    | PAOK            | 60   | 26 | 19 | 3  | 4  | 66 | 21 | +45  | Grupo Campeonato      |
| 2    | AEK Atenas      | 59   | 26 | 17 | 8  | 1  | 60 | 25 | +35  | Grupo Campeonato      |
| 3    | Olympiakos      | 57   | 26 | 18 | 3  | 5  | 58 | 24 | +34  | Grupo Campeonato      |
| 4    | Panathinaikos   | 56   | 26 | 17 | 5  | 4  | 62 | 21 | +41  | Grupo Campeonato      |
| 5    | Aris Salónica   | 42   | 26 | 12 | 6  | 8  | 39 | 29 | +10  | Grupo Campeonato      |
| 6    | Lamia           | 34   | 26 | 9  | 7  | 10 | 35 | 44 | −9   | Grupo Campeonato      |
| 7    | Asteras Trípoli | 31   | 26 | 9  | 4  | 13 | 36 | 46 | −10  | Grupo Descenso        |
| 8    | Atromitos       | 28   | 26 | 6  | 10 | 10 | 29 | 44 | −15  | Grupo Descenso        |
| 9    | Panserraikos    | 27   | 26 | 6  | 9  | 11 | 28 | 45 | −17  | Grupo Descenso        |
| 10   | OFI             | 25   | 26 | 5  | 10 | 11 | 26 | 44 | −18  | Grupo Descenso        |
| 11   | Panetolikos     | 20   | 26 | 4  | 8  | 14 | 26 | 48 | −22  | Grupo Descenso        |
| 12   | Volos           | 20   | 26 | 4  | 8  | 14 | 24 | 49 | −25  | Grupo Descenso        |
| 13   | Kifisia         | 19   | 26 | 3  | 10 | 13 | 28 | 56 | −28  | Grupo Descenso        |
| 14   | PAS Giannina    | 18   | 26 | 3  | 9  | 14 | 25 | 48 | −23  | Grupo Descenso        |

Actualizado a los partidos jugados el 3 de marzo de 2024.
 Fuente: Soccerway

### Resultados
| Local \ Visitante | AEK | ARS | AST | ATR | KIF | LAM | OFI | OLY | PNA | PNE | PNS | PAK | PAS | VOL |
| ----------------- | --- | --- | --- | --- | --- | --- | --- | --- | --- | --- | --- | --- | --- | --- |
| AEK Atenas        |     | 1–0 | 4–2 | 2–1 | 3–0 | 3–0 | 3–0 | 1–1 | 2–2 | 3–0 | 1–1 | 2–0 | 4–2 | 3–0 |
| Aris Salónica     | 3–3 |     | 3–2 | 1–3 | 1–1 | 2–2 | 1–0 | 1–2 | 2–0 | 3–0 | 1–0 | 2–1 | 2–0 | 2–0 |
| Asteras Trípoli   | 0–3 | 3–2 |     | 3–1 | 3–3 | 0–1 | 3–0 | 0–2 | 1–4 | 2–2 | 1–0 | 1–4 | 2–2 | 1–0 |
| Atromitos         | 0–5 | 0–2 | 0–0 |     | 3–0 | 3–1 | 1–1 | 0–0 | 3–2 | 3–2 | 1–1 | 0–2 | 1–1 | 1–1 |
| Kifisia           | 1–1 | 0–1 | 1–3 | 2–1 |     | 1–1 | 0–0 | 2–3 | 0–1 | 2–2 | 4–4 | 0–6 | 4–2 | 0–0 |
| Lamia             | 1–3 | 1–0 | 2–1 | 3–3 | 4–1 |     | 2–2 | 1–0 | 1–2 | 1–0 | 0–2 | 0–2 | 2–1 | 1–2 |
| OFI               | 2–0 | 3–2 | 0–2 | 1–1 | 1–2 | 1–1 |     | 0–2 | 2–2 | 1–0 | 4–0 | 1–0 | 1–1 | 1–1 |
| Olympiakos        | 1–2 | 4–1 | 2–1 | 4–0 | 4–0 | 4–0 | 4–0 |     | 0–3 | 3–1 | 2–0 | 2–4 | 3–1 | 3–0 |
| Panathinaikos     | 1–2 | 2–0 | 2–0 | 5–0 | 1–1 | 2–2 | 4–0 | 2–0 |     | 2–1 | 5–0 | 2–2 | 2–0 | 3–0 |
| Panetolikos       | 2–2 | 0–4 | 0–1 | 1–0 | 3–0 | 1–2 | 1–1 | 1–2 | 0–5 |     | 3–2 | 1–3 | 0–0 | 2–0 |
| Panserraikos      | 2–2 | 1–2 | 2–1 | 0–0 | 1–1 | 2–0 | 2–1 | 0–1 | 0–3 | 1–1 |     | 0–2 | 3–2 | 2–2 |
| PAOK              | 1–1 | 0–0 | 3–0 | 2–0 | 2–1 | 3–0 | 4–0 | 1–4 | 2–1 | 2–1 | 5–0 |     | 4–0 | 3–0 |
| PAS Giannina      | 0–1 | 0–0 | 2–1 | 1–1 | 3–0 | 1–4 | 2–2 | 0–3 | 0–1 | 0–0 | 0–2 | 1–3 |     | 1–1 |
| Volos             | 2–3 | 0–2 | 1–2 | 1–2 | 2–1 | 2–2 | 3–1 | 2–2 | 0–3 | 1–1 | 1–0 | 1–5 | 1–2 |     |

## Grupo Campeonato

### Clasificación
| Pos. | Equipo        | Pts. | PJ | G  | E | P  | GF | GC | Dif. | Clasificación 2024-25                       |
| ---- | ------------- | ---- | -- | -- | - | -- | -- | -- | ---- | ------------------------------------------- |
| 1    | PAOK (C)      | 80   | 36 | 25 | 5 | 6  | 87 | 34 | +53  | Segunda ronda de la Liga de Campeones       |
| 2    | AEK Atenas    | 78   | 36 | 23 | 9 | 4  | 80 | 35 | +45  | Segunda ronda de la Liga Europa Conferencia |
| 3    | Olympiakos    | 74   | 36 | 23 | 5 | 8  | 78 | 36 | +42  | Fase de liga de la Liga Europa              |
| 4    | Panathinaikos | 72   | 36 | 22 | 6 | 8  | 82 | 37 | +45  | Primera ronda de la Liga Europa             |
| 5    | Aris Salónica | 55   | 36 | 16 | 7 | 13 | 51 | 44 | +7   | Segunda ronda de la Liga Europa Conferencia |
| 6    | Lamia         | 35   | 36 | 9  | 8 | 19 | 43 | 79 | −36  |                                             |

Actualizado a los partidos jugados el 19 de mayo de 2024.
 Fuente: Soccerway
Notas:
1. ↑  El Olympiakos se clasificó a la Liga Europa como campeón de la Liga Conferencia 2023-24
2. ↑  El Panathinaikos se clasificó a la Liga Europa como campeón de la Copa de Grecia.

### Resultados
| Local \ Visitante | AEK | ARS | LAM | OLY | PNA | PAK |
| ----------------- | --- | --- | --- | --- | --- | --- |
| AEK Atenas        |     | 2–0 | 3–0 | 1–0 | 3–0 | 2–2 |
| Aris Salónica     | 1–2 |     | 3–1 | 1–1 | 0–2 | 1–2 |
| Lamia             | 0–4 | 2–4 |     | 1–5 | 0–5 | 1–1 |
| Olympiakos        | 2–0 | 3–0 | 4–1 |     | 1–3 | 2–1 |
| Panathinaikos     | 2–1 | 0–1 | 3–1 | 2–2 |     | 2–3 |
| PAOK              | 3–2 | 0–1 | 3–1 | 2–0 | 4–1 |     |

## Grupo Descenso

### Clasificación
| Pos. | Equipo           | Pts. | PJ | G  | E  | P  | GF | GC | Dif. | Clasificación 2024-25 |
| ---- | ---------------- | ---- | -- | -- | -- | -- | -- | -- | ---- | --------------------- |
| 1    | Asteras Trípoli  | 38   | 33 | 11 | 5  | 17 | 40 | 55 | −15  |                       |
| 2    | OFI              | 35   | 33 | 7  | 14 | 12 | 36 | 50 | −14  |                       |
| 3    | Panserraikos     | 38   | 33 | 9  | 11 | 13 | 37 | 53 | −16  |                       |
| 4    | Atromitos        | 34   | 33 | 7  | 13 | 13 | 36 | 53 | −17  |                       |
| 5    | Panetolikos      | 36   | 33 | 9  | 9  | 15 | 36 | 51 | −15  |                       |
| 6    | Volos            | 33   | 33 | 8  | 9  | 16 | 36 | 58 | −22  |                       |
| 7    | Kifisia (D)      | 28   | 33 | 6  | 10 | 17 | 38 | 68 | −30  | Descenso de categoría |
| 8    | PAS Giannina (D) | 23   | 33 | 4  | 11 | 18 | 33 | 62 | −29  | Descenso de categoría |

Actualizado a los partidos jugados el 11 de mayo de 2024.
 Fuente: Soccerway

### Resultados
| Local \ Visitante | AST | ATR | KIF | OFI | PNE | PNS | PAS | VOL |
| ----------------- | --- | --- | --- | --- | --- | --- | --- | --- |
| Asteras Trípoli   |     |     | 1–2 | 1–1 | 0–2 |     |     | 0–2 |
| Atromitos         | 0–1 |     | 1–2 |     |     | 1–1 | 3–2 |     |
| Kifisia           |     |     |     | 0–0 | 0–1 |     | 2–3 |     |
| OFI               |     | 0–0 |     |     | 1–2 |     | 4–0 | 2–1 |
| Panetolikos       |     | 1–0 |     |     |     | 3–0 |     | 0–1 |
| Panserraikos      | 2–0 |     | 2–0 | 2–2 |     |     | 2–1 |     |
| PAS Giannina      | 0–1 |     |     |     | 1–1 |     |     | 1–1 |
| Volos             |     | 2–2 | 4–1 |     |     | 1–0 |     |     |

## Máximos goleadores
Actualizado el 19 de mayo de 2024.
| Pos. | Jugador          | Club            | Goles |
| ---- | ---------------- | --------------- | ----- |
| 1    | Loren Morón      | Aris Salónica   | 20    |
| 2    | Ayoub El Kaabi   | Olympiakos      | 17    |
| 3    | Ognjen Ožegović  | Kifisia         | 16    |
| 4    | Ezequiel Ponce   | AEK Atenas      | 15    |
| 4    | Fotis Ioannidis  | Panathinaikos   | 15    |
| 6    | Juan Miritello   | Asteras Trípoli | 13    |
| 6    | Levi Garcia      | AEK Atenas      | 13    |
| 8    | Kiril Despodov   | PAOK            | 11    |
| 8    | Daniel Podence   | Olympiakos      | 11    |
| 10   | Carlitos         | Lamia           | 10    |
| 10   | Andrija Živković | PAOK            | 10    |
| 10   | Bernard          | Panathinaikos   | 10    |